# Christoph Albrecht
Christoph Albrecht (n. 4 ianuarie 1930, Salzwedel, Saxonia-Anhalt, Germania – d. 24 septembrie 2016, Berlin, Germania) a fost un organist, dirijor și compozitor german.